# Springer spaniel galés
El Springer Spaniel Galés (en inglés Welsh Springer Spaniel) es una raza de perro miembro de la familia spaniel.

## Descripción

### Aparencia
La constitución del Springer Spaniel Galés debería ser casi cuadrada, queriendo decir que la longitud del perro debería ser un poco más grande que la altura a las cruces del perro. Sin embargo, algunos perros pueden ser cuadrados, y ahora este no es penalizado en una exposición canina siempre que la altura nunca sea más grande que la longitud. En algunos países generalmente se corta la cola y las garras son removidas. 
Los ojos deberían ser de color marrón, frecuentemente algunos perros tienen los ojos amarillos, pero no son aceptados en las exposiciones caninas. Las orejas son péndulos y ligeramente plumadas. Las ventanas de la nariz están bien desarrolladas y son negras o de cualquier tonalidad de marrón; una nariz rosa se penaliza severamente en el estándar del American Kennel Club para exposiciones caninas, en el Reino Unido es un tipo reconocido (y probablemente original). Un mordisco como el de tijeras es preferido.
Altura en las cruces del perro:
- Perro: 46-48cm
- Perra: 43-46cm

Peso:
- 16-20kg

El pelaje es naturalmente liso, plano y suave al toque; nunca debería ser fibroso u ondulado. Es impermeable y da protección de todo tipos de espinas y broza. La parte de atrás de las piernas, el pecho y la parte inferior del cuerpo son plumadas, y las orejas y cola están plumadas ligeramente. El único color es un rojo-y-blanco rico. Cualquier diseño es aceptable y cualquier área blanca puede ser moteada de rojo.

### Comportamiento

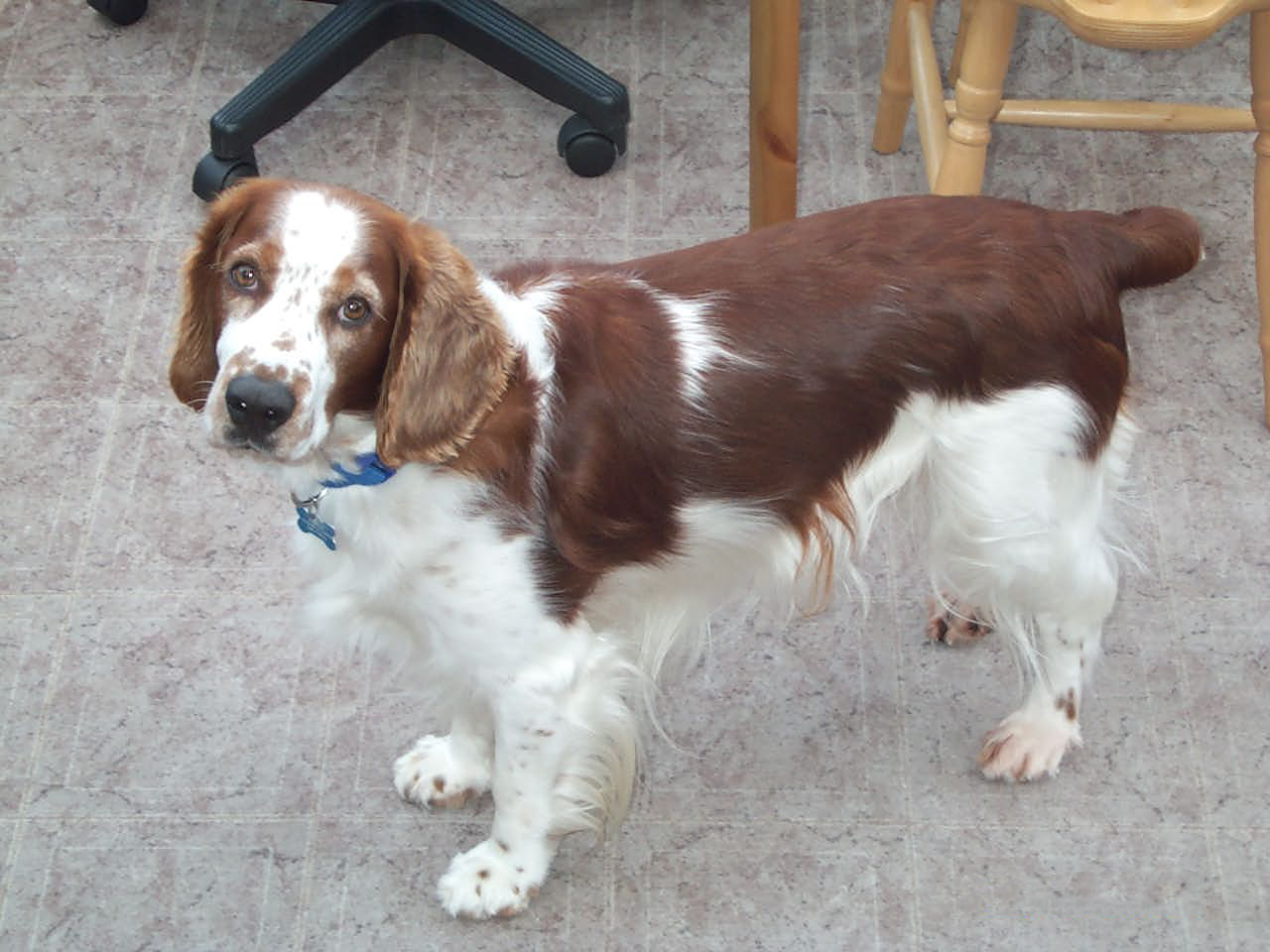
Springer Spaniel Galés.

El Springer Spaniel Galés es una raza activa, fiel y cariñosa. Algunos pueden ser 'reservados' con desconocidos, pero no debería ser huraño o poco amistoso. La raza es conocida por ser cariñosa con todos los miembros de la familia, especialmente con los niños, y por aceptar otros animales domésticos con una actitud amistosa y pícara. Pueden ser muy pegajosos con sus dueños, y por eso son conocidos por el mote perros de velcro. 
La raza aprende muy rápidamente, pero a veces es sordo a órdenes, especialmente si hay algo más interesante en el medio ambiente. Con la capacitación correcta, pueden convertirse en perros muy obedientes. 
El Springer Spaniel Galés fue criado para trabajo y entereza, y así necesita ejercicio para quedar sano y contento. Sin ejercicio adecuado, un perro puede convertirse en aburrido y diseñar su propia (usualmente destructiva) manera de ocuparse, muchas veces al desagrado de su dueño.

## Salud
El Springer Spaniel Galés es generalmente una raza sana, pero algunos pueden sufrir displasia de cadera, problemas oculares y, como otros perros con orejas grandes y pesadas, son propensos a infecciones de la orejas. El periodo de vida medio es de 12 a 14 años.

## Historia

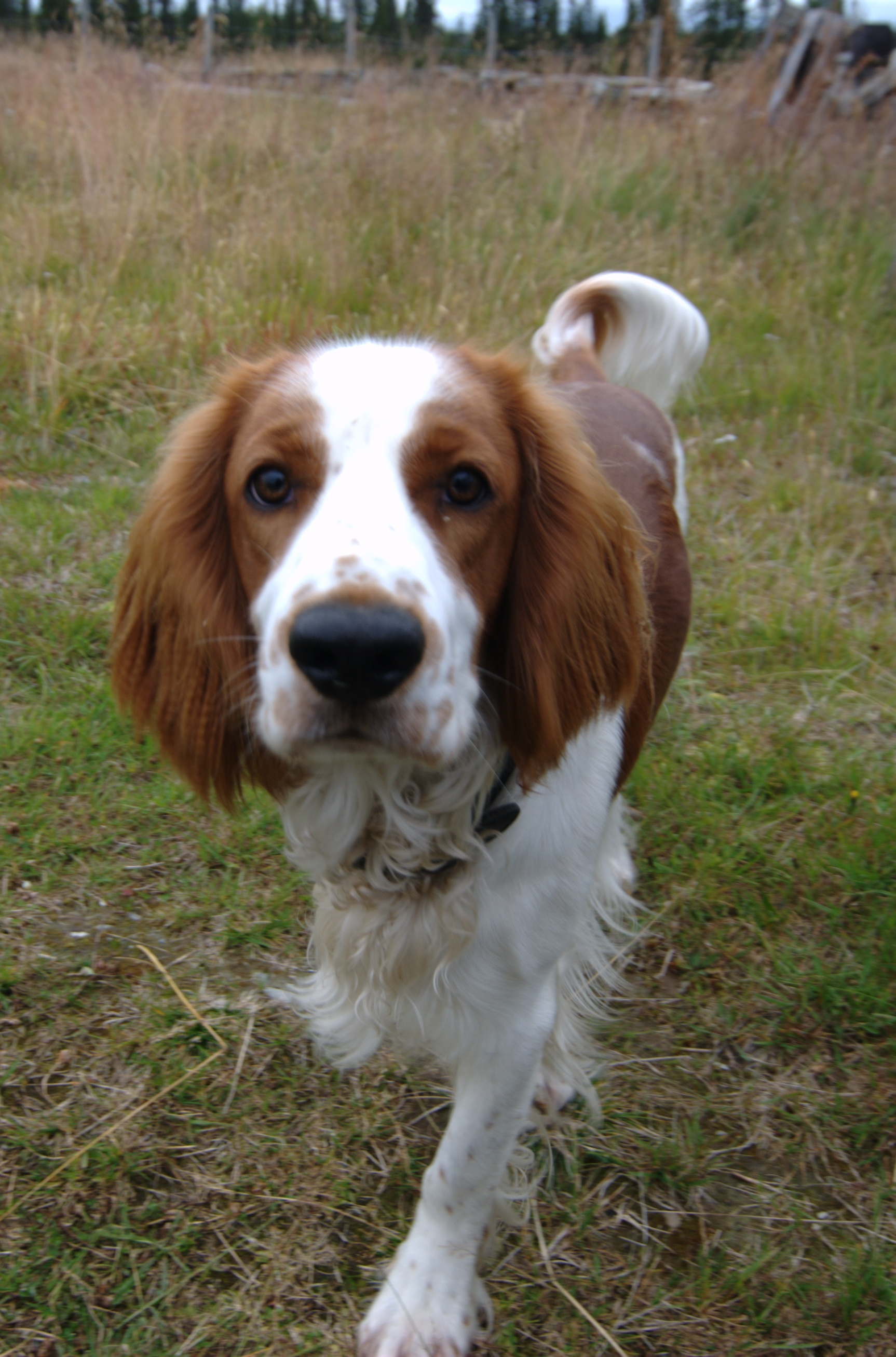
Los Springer Spaniels Galeses son cariñosos y muy curiosos.

El Springer Spaniel Galés originalmente se llamó el Spaniel Galés, pero también se llamaba Cocker Spaniel Galés. Fue reconocido por el Club Canino, después de que la raza consiguiera la popularidad, en 1902 bajo el nombre Springer Spaniel Galés. Antes, había presentado al lado del Springer Spaniel Inglés. Había trasladado a los Estados Unidos durante los finales del siglo XIX y fue reconocido por el Club Canino Estadounidense en 1906. 
Algunos expertos creen que el Springer Spaniel Galés y el Spaniel Bretón comparten la misma ascendencia.